# Eumènes d'Alexandrie
Pour les articles homonymes, voir Eumène.
Eumènes d'Alexandrie 7e patriarche d'Alexandrie de 129 à 143/146 A.D.

## Contexte
Eumène, Eumenius ou Omanius est ordonné diacre par Abriamus, encore nommé Primus ou Prime le 5e patriarche d'Alexandrie et il exerce cette fonction pendant 10 années. Lorsque Juste, accède au trône patriarcal, il remarque  qu'Eumène excelle dans «  la connaissance et dans la foi » et l'ordonne prêtre. Il lui confie l'enseignement auprès des croyants de l'Église d'Alexandrie, et lui demande de veiller à ce qu'ils soient instruits dans les principes de la foi orthodoxe.
Lorsque  Juste d'Alexandrie, le 6e patriarche meurt il est choisi pour lui succéder. Il confie alors le soin des églises et l'enseignement des croyants au Père Marcianus qui deviendra ensuite son successeur. Il meurt en paix après avoir occupé le siège patriarcal pendant  13 ans selon Eusèbe de Césarée; le 10e de Phaophi soit le 7 octobre 143 A.D. ou le 9e de Babah 146 A.D d'après le Synaxaire copte;